# 国际经济协会
国际经济协会（英語：International Economic Association, IEA），也称国际经济学会，是世界各国经济学团体组成的学术性非政府组织。1950年於聯合國教科文組織的倡議下成立，同時與後者共享訊息並保持諮詢關係。1973年，國際經濟協會成為國際社會科學理事會的聯合會員。